# Anders Nordberg (stadsplanerare)

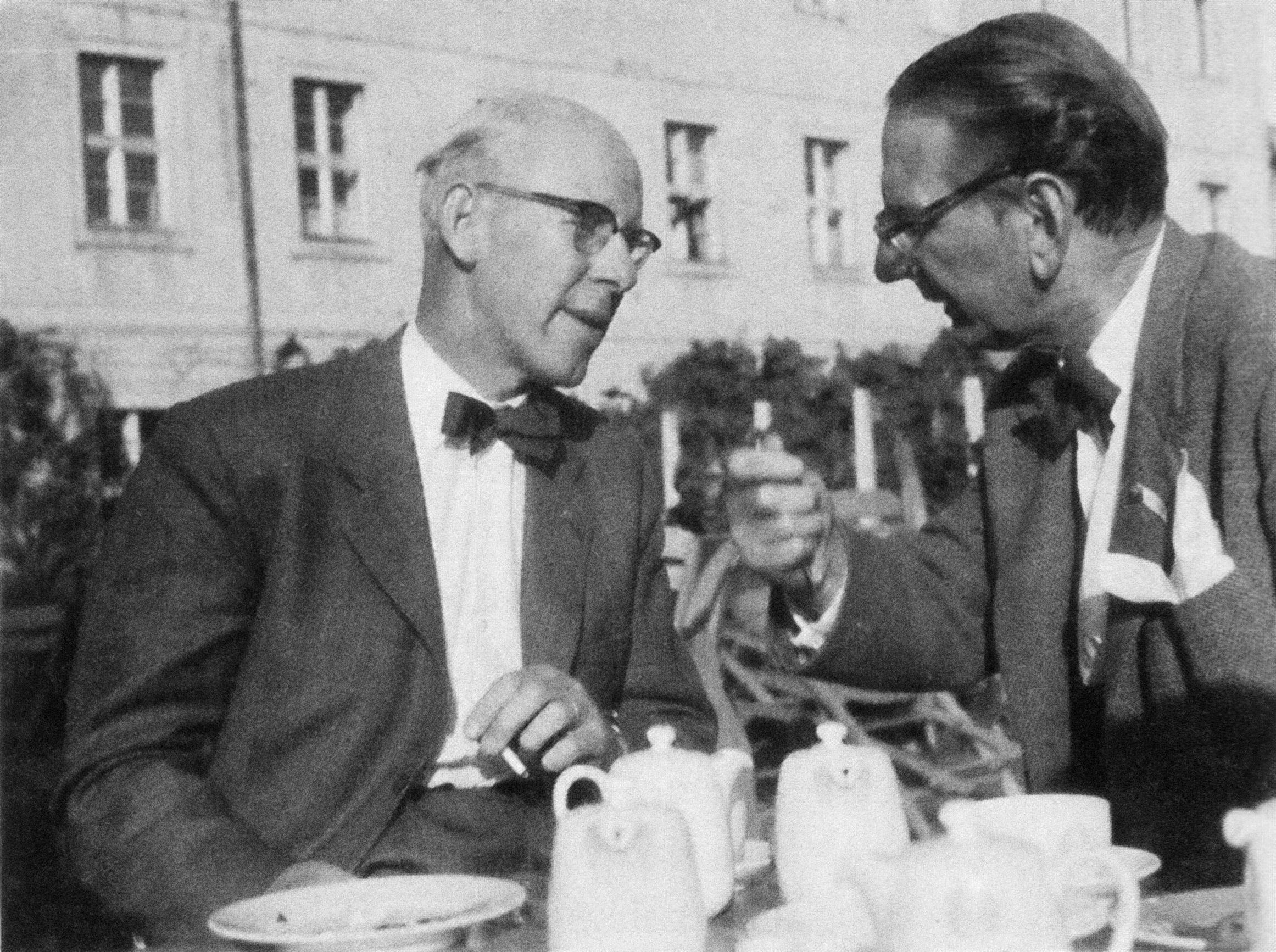
Anders Nordberg och Yngve Larsson vid en studieresa till bostadsbyggen i Berlin, 1950-tal.

Anders Erik Nordberg, född 19 augusti 1910 i Nederluleå församling i Norrbotten, död 11 september 1993, var en svensk utredningsman.
Nordberg, som tidigare varit förste kammarskrivare, blev borgarrådssekreterare i Stockholms stad 1945, vice stadssekreterare 1946, ekonomidirektör på Stockholms stads gatukontor 1950 och föredragande i Kommunala finansrådet 1954. Han var ledamot av Nedre Norrmalmsdelegationens arbetsutskott i Stockholms stad från 1951 och utskottets ordförande från 1955 . Nordberg var en intensiv förespråkare för Norrmalmsregleringen.